# John Quiggin
John Quiggin (29 de marzo de 1956; Adelaida, Australia Meridional) es un economista y profesor australiano. Fue miembro laureado del Consejo Australiano de Investigación de la Universidad de Queensland, y es miembro de la Junta de la Autoridad del Cambio Climático del Gobierno de Australia.

## Educación
Quiggin completó sus estudios de pregrado en la Universidad Nacional Australiana graduándose con una Licenciatura en Artes con Honores de Primera Clase en Matemáticas en 1978 y una Licenciatura en Economía con Honores de Primera Clase con la Medalla de la Universidad y el Premio de la Sociedad de Economía en 1980. Luego completó un Master De Economía a través de cursos y tesis en la Universidad Nacional de Australia en 1984, y terminó su Doctorado (Ph. D.) en Economía en la Universidad de Nueva Inglaterra en 1988, recibiendo el Premio Drummond a la mejor tesis doctoral.

## Carrera académica y profesional
Desde 1978 hasta 1983 fue economista de investigación y en 1986 fue el economista en jefe de la Oficina de Economía Agrícola, el predecesor de la Oficina Australiana de Economía Agrícola y de Recursos del Departamento de Agricultura, Pesca y Silvicultura del Gobierno Australiano. 
De 1984 a 1985 fue investigador del Centro de Estudios de Recursos y Medio Ambiente de la Universidad Nacional Australiana. De 1987 a 1988 fue profesor y luego Profesor Titular en el Departamento de Economía Agrícola de la Universidad de Sídney. En 1989 fue becario visitante en el Centro de Economía Internacional, una empresa de consultoría en Canberra.
De 1989 a 1990 fue profesor asociado en el Departamento de Economía Agrícola y de Recursos de la Universidad de Maryland, College Park, Fellow de la Escuela de Investigación de Ciencias Sociales de la Universidad Nacional de Australia de 1991 a 1992, 1994 y un profesor en 1995 en el centro para la investigación de la política económica de la universidad nacional australiana en 1995. De 1996 a 1999 Quiggin era un profesor de la economía y del investigador australiano Consejo superior de la universidad James Cook. De 2000 a 2002 fue miembro del Consejo Australiano de Investigación en la Universidad Nacional de Australia y profesor adjunto de la Universidad de Tecnología de Queensland y profesor inaugural de Don Dunstan en la Universidad de Adelaida.
Ha estado basado en la Universidad de Queensland desde el 2003, siendo miembro del Consejo de Investigación Australiano Professorial y miembro de la Federación y profesor en la Escuela de Economía y la Escuela de Ciencias Políticas y Estudios Internacionales. Fue profesor Adjunto en la Universidad Nacional Australiana de 2003 a 2006 y fue profesor Visitante de Hinkley en la Universidad Johns Hopkins en 2011.

## Otros trabajos
Quiggin escribe un blog, y es un contribuidor regular de Crooked Timber. Hasta abril de 2015, fue miembro del Centro de Desarrollo de Políticas . Fue columnista de opinión para la revista Australian Financial Review desde 1996 hasta marzo de 2012.
Su libro más reciente, Zombie Economics: How Dead Ideas Still Walk Among Us, fue publicado en octubre de 2010 en Princeton University Press.
Fue nombrado en 2012 a la Junta de la Autoridad de Cambio Climático del Gobierno de Australia.
Con referencia a la película pro-energía nuclear Promesa de Pandora, Quiggin comenta que presenta la razón ambiental para la energía nuclear, pero que revivir debates de energía nuclear es una distracción, y el principal problema con la opción nuclear es que no es económicamente viable. Quiggin dice que necesitamos un uso de energía más eficiente y más comercialización de energía renovable.

## Premios
Quiggin es uno de los economistas más prolíficos de Australia, ilustrado por su producción sobre diversas revistas de alta calidad y por frecuencias de citas en el período 1988-2000. Se le ha colocado en el top 5% de economistas en el mundo según IDEAS/RePEc ya que su ranking agregado mensual comenzó en 2004. Quiggin ha sido frecuentemente galardonado y reconocido por su investigación, incluyendo dos veces Federación de becas del Consejo de Investigación de Australia.
Fue galardonado con la Medalla de la Academia Australiana de Ciencias Sociales en 1993 y una Beca en 1996, recibió el 1997 y 2000 Sam Richardson del Instituto de Administración Pública, Australia, recibió el 2001 Editores Premio de la Revista Australiana de Economía Agrícola, una Beca de la Instituto Australiano de Directores de la Compañía en 2002 y Beca Distinguida de la Sociedad Australiana de Economía Agrícola y de Recursos en 2004. Es miembro de la Sociedad Econométrica y en 2011 recibió el Distinguished Fellow Award de la Sociedad Económica de Australia.

## Trabajos seleccionados
- 1994. Work for All: Full Employment in the Nineties, Melbourne University Press, Carlton, ISBN 0-522-84641-6 (ed., con John Langmore) TOC.
- 1996. Great Expectations: Microeconomic Reform and Australia, Allen & Unwin, Sydney, ISBN 1-86448-236-2
- 1998. Taxing Times: A Guide to the Tax Debate in Australia, UNSW Press, Sydney, ISBN 0-86840-441-1
- 1998. "Social Democracy and Market Reform in Australia and New Zealand," Oxford Review of Public Policy, 14(1), pp. 79–109, también en A. Glyn (ed.), 2001, Social Democracy in Neoliberal Times: The Left and Economic Policy since 1980, Oxford University Press, Oxford, pp. 80–109. ISBN 0-19-924138-4.
- 2000. Uncertainty, Production, Choice, and Agency: The State-Contingent Approach, Cambridge University Press, New York, ISBN 0-521-62244-1 (con Robert G Chambers)
- 2001. "Demography and the New Economy," Journal of Population Research, 18(2), p p. 177–193.
- 2010. Zombie Economics:How Dead Ideas Still Walk Among Us. Princeton University Press, ISBN 0-691-14582-2 Description TOC, and Introduction.
- 2012. "Prospects of a Keynesian utopia", Aeon Magazine, 27 de septiembre de 2012